# Nicolaas Johannes Laurentius Brantjes

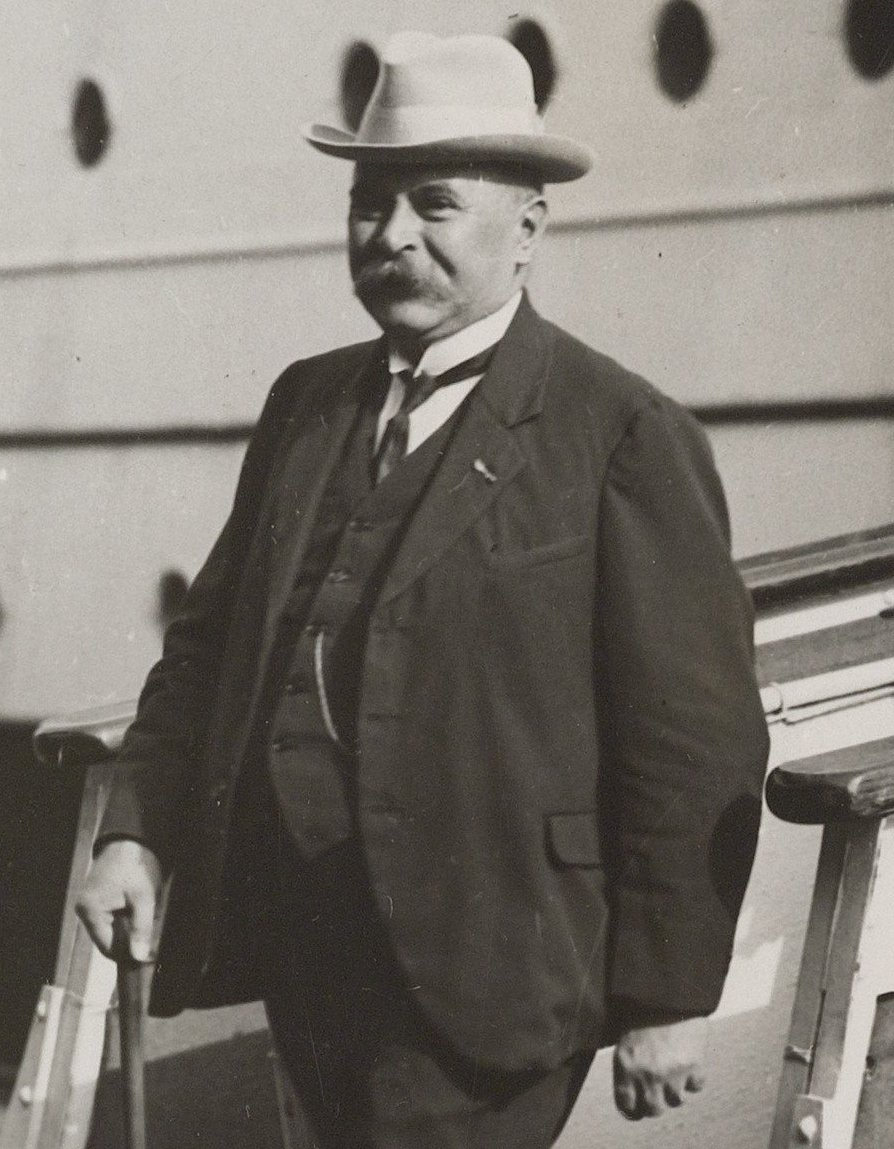
Nicolaas Johannes Laurentius Brantjes in 1928

Nicolaas Johannes Laurentius Brantjes (Purmerend, 5 oktober 1874 - Maastricht, 19 juni 1948) was een Nederlands jurist, politicus en bestuurder. Van 1921 tot 1928 was hij Gouverneur van de Nederlandse Antillen.

## Biografie
Brantjes studeerde rechten aan de Universiteit Leiden, waar hij in 1898 promoveerde. Datzelfde jaar vestigde hij zich als advocaat en procureur in Haarlem. Daarna werd hij o.a. officier van justitie in Heerenveen, advocaat-generaal bij het Gerechtshof Leeuwarden en advocaat-generaal bij het gerechtshof Amsterdam. In 1921 werd hij benoemd tot gouverneur van de Nederlandse Antillen (in die tijd ook wel Gouverneur van Curaçao genoemd), een post die hij van 14 oktober 1921 tot 1 september 1928 bekleedde.
In zijn ambtsperiode had Brantjes te maken met een reorganisatie van de bestuurlijke organisatie en bezuinigingen, wat leidde tot spanningen tussen Den Haag, de gouverneur en de Koloniale Raad. Met de katholieke kerk waren er verschillen van inzicht over de positie van het katholieke onderwijs.
Brantjes speelde een belangrijke rol bij de invoering van een Corps Militaire Politie op Curaçao in 1925. Onder druk van het Ministerie van Koloniën stond hij welwillend tegenover de uitbreiding van de activiteiten van de CPIM (Curaçaosche Petroleum Industrie Maatschappij) in het gebied rond de baai Schottegat, ondanks waarschuwingen van zijn ambtenaren over mogelijke negatieve gevolgen.
Na terugkeer in Nederland was hij van 1928 tot 1937 officier van justitie te Maastricht.

## Onderscheidingen
- Ridder in de Orde van de Nederlandse Leeuw
- Commandeur in de Orde van Sint-Gregorius de Grote (Heilige Stoel)
- Commandeur in de Orde van Simon Bolivar (Venezuela)[2]